# Grup discret

Els nombres enters amb la seva topologia usual són un subgrup discret dels nombres reals.

En matemàtiques, un grup discret G és un grup de topologia discreta. Amb aquesta topologia, G esdevé un grup topològic. Un subgrup discret d'un grup topològic G és un subgrup H la topologia relativa de la qual és discreta. Per exemple, els enters, Z, formen un subgrup discret del nombres reals, R (amb la topologia mètrica estàndard), però els nombres racionals, Q, no el formen.
A qualsevol grup se li pot dotar d'una topologia discreta. Atès que cada mapejat d'un espai discret és continu, els homomorfismes topològics entre grups discrets són exactament els homomorfismes de grup entre els grups subjacents. Per això, hi ha un isomorfisme entre la categoria de grups i la categoria de grups discrets. Així, els grups discrets poden ser identificats amb el seu grup subjacent (no-topològic).
Hi ha ocasions on és útil dotar un grup topològic o grup de Lie amb la topologia discreta 'contra natura'. Això passa per exemple en la teoria de compactificació de Bohr, i en teoria d'homologia de grups de Lie.
Un grup d'isometria discret és un grup d'isometria tal que per a cada punt de l'espai mètric el conjunt d'imatges del punt sota les isometries és un conjunt discret. Un grup de simetria discret és un grup de simetria que és un grup d'isometria discret.

## Exemples
- Els grups de Frieze i de paper pintat són subgrups discrets del grup d'isometria del pla euclidià. Els grups de paper pintat són cocompactes, però no així els grups de Frieze.
- Un grup espacial (cristal·logràfic) normalment implica un subgrup cocompacte discret de les isometries d'algun espai euclidià. De vegades, tanmateix, el grup espacial pot ser un subgrup cocompacte discret d'un grup de Lie nilpotent o resoluble.
- Cada grup de triangle T és un subgrup discret del grup d'isometria de l'esfera (quan T és finit), del pla euclidià (quan T té un Z + Z subgrup d'índex finit), o del pla hiperbòlic.
- Els grups Fuchsians són, per definició, subgrups discrets del grup d'isometria del pla hiperbòlic.
- Els grups Kleinians són, per definició, subgrups discrets del grup d'isometria de l'espai hiperbòlic a 3 dimensions. Aquests inclouen grups quasi-Fuchsians.
- Un reticle del grup de Lie és un subgrup discret tal que la mesura de Haar de l'espai de quocient és finita.